# 根岸謙之助
根岸 謙之助（ねぎし けんのすけ、1925年6月1日 - 1995年3月15日）は、日本の国文学者・民俗学者。

## 略歴
- 群馬県に生まれる。
- 國學院大學文学部卒業。
- 折口信夫に師事する。
- 群馬県立前橋工業高等学校教諭、群馬県立高崎工業高等学校教諭、群馬県立前橋高等学校教諭をへて、群馬大学医療技術短期大学部教授[2]。
- 1988年に定年退官、名誉教授、上武大学教授。
- 1991年に『医療民俗論』で柳田賞受賞。
- 1992年に「医療民俗学論」で國學院大學民俗学博士になる。

## 著書
- 『伊香保の嶺呂 万葉集上野国歌』(群馬文化叢書 群馬文化の会 1966
- 『東歌の世界 東国農民の生活と文学』養神書院 1970
- 『群馬県明治・大正の文学』みやま文庫 1975
- 『しつけと遊びの民俗』桜楓社 1980
- 『万葉の民俗』桜楓社 1981
- 『古代人の性生活』近代文芸社 1983
- 『しつけの贈り物』桜楓社 1984
- 『民俗知識の事典』桜楓社 1986
- 『医の民俗』(日本の民俗学シリーズ) 雄山閣出版 1988
- 『医療民俗学論』雄山閣出版 1991
- 『上州万葉の世界』煥乎堂 1993
- 『群馬県・昭和の文学』みやま文庫 1994

### 共著
- 『着る・食べる・住む 群馬の民俗3』根岸謙之助 [ほか]編. みやま文庫 1990

## 論文
- 根岸謙之助